# اوسترا
اوسترا (به ایتالیایی: Ostra) یک کومونه در ایتالیا است که در استان آنکونا واقع شده‌است.

## خصوصیات
اوسترا ۴۶٫۵۹ کیلومترمربع مساحت و ۶٬۷۱۸ نفر جمعیت دارد و ۱۸۸ متر بالاتر از سطح دریا واقع شده‌است.